# Emil Tonutti
Emil Tonutti (* 8. Februar 1909 in Raisting; † 16. September 1987 in Riederau; in Studentenkreisen auch „Hoden-Emil“ genannt) war ein deutscher Anatom und Hochschullehrer.

## Leben
Emil Tonutti war der Sohn von Elisath Tonutti und des Bauunternehmers Cleto Tonutti. Er studierte ab 1929 Medizin an der Universität München, absolvierte 1934 das Staatsexamen und wurde 1935 in München zum Dr. med. promoviert. Anschließend wurde er Assistent von Heinrich Friedrich von Eggeling an der Universität Breslau, wo er sich 1939 habilitierte und 1940 zum Privatdozenten für Anatomie berufen wurde. Im selben Jahr heiratete er Emilie Seiler, mit der er die Tochter Elisabeth († vor 1986) und den Sohn Manfred hatte. 1941 wurde er zum außerplanmäßigen Professor ernannt und ging als Leiter der Abteilung für Histologie und Titularprofessor ans Anatomische Institut der Universität Freiburg im Üechtland. Er leitete ab 1942 die nationalsozialistische „Sportgruppe“ (eine Art verkappte SA) in Freiburg und war auch Arzt bei der Landesjugendführung der Reichsdeutschen Jugend (dem Ableger der HJ in der Schweiz). Er wurde der Vivisektion an Menschen verdächtigt. Sein Engagement in nationalsozialistischen Organisationen führte 1945 zur Entlassung an der Universität Freiburg und Ausweisung aus der Schweiz.
Im Jahr 1946 wurde er Leiter der Abteilung für experimentelle Medizin am Heiligenberg-Institut. 1951 ging er an die Universität Gießen, wo er 1952 zum Ordinarius für Anatomie ernannt wurde. 1958 wurde er als Nachfolger von Walther Jacobj (1890–1965) Leiter des Anatomischen Institutes der Universität Tübingen. 1962 wechselte er an die Universität Bonn und 1966 an die Universität Ulm. Dort war er von 1967 bis 1970 Prorektor. Tonutti wurde am 31. März 1974 emeritiert.
1974 wurde Tonutti Ehrenbürger der Universität Ulm, 1976 erhielt er den Verdienstorden des Landes Baden-Württemberg und 1977 die Ehrendoktorwürde der Universität Ulm. Er war evangelisch und starb in seinem Wohnort Riederau.

## Schriften
- Einheitliche Ableitung der Wirbeltierkopulationsorgane. Fischer, Jena 1934 (Dissertation).
- Die Vitamin-C-Darstellung im Gewebe und ihre Bedeutung zur funktionellen Analyse von Histosystemen. Akademische Verlagsgesellschaft, Leipzig 1940 (Habilitationsschrift).
- mit O. Weller, S. E. Schuchardt und E. Heinke: Die männliche Keimdrüse: Struktur, Funktion, Klinik. Grundzüge der Andrologie. Thieme, Stuttgart 1960.